# 奧地利的伊莎貝拉
伊莎贝拉（英語：Isabella，1501年7月18日—1526年1月19日）是丹麦、瑞典和挪威王后。她也是国王克里斯蒂安二世的妻子。
伊莎贝拉是著名的卡斯蒂利亞国王费利佩一世和胡安娜一世的女兒。1513年，快过十三岁生日的她和克里斯蒂安二世结为夫妇。她一年后到达丹麦哥本哈根。
她和丈夫初期的感情因克里斯蒂安的外遇而不好，但他们的关系在他的情妇死后得到大大的改善。她一共生有三个孩子。
她的十五代孙女，丹麦公主伊莎贝拉以她命名。

## 子女
1. 漢斯（英语：John of Denmark (1518–1532)）（1518年—1532年），早逝
2. 多蘿西亞（1520年—1580年）
3. 克莉絲汀（1521年—1590年）